# 哈萨克斯坦真理报
哈萨克斯坦真理报（俄语：Казахстанская правда) 是一份由哈薩克斯坦政府主辦的哈萨克斯坦俄语报纸。 该報創刊於1920年2月1日。  该报纸的网页设有俄、英双语版。該報紙的首篇英文新聞于2013年6月13日發表。